# Dithalama ioparia
Dithalama ioparia là một loài bướm đêm trong họ Geometridae.